# Kerkelijk jaar
Het kerkelijk of liturgisch jaar van de katholieke kerken is een periode die niet gelijk loopt met het kalenderjaar. In een kerkelijk jaar zijn er twee kringen rond de grote feestdagen van Kerstmis en Pasen. Het kerkelijk jaar start met de kerstkring. Deze vangt aan met de eerste zondag van de advent (eigenlijk met het avondgebed voorafgaand aan deze zondag) en gaat over naar Kerstmis tot aan het feest van het Doopsel van Jezus. De periode tussen de kerstkring en de paaskring wordt de kleine groene tijd door het jaar genoemd. De paaskring vangt, naargelang de gebruikte liturgische kalender, aan met septuagesima (de negende zondag voor Pasen) of Aswoensdag. Deze kring eindigt 49 dagen na Pasen met Pinksteren. De zondag daarop volgt Trinitatis (Drievuldigheidsfeest) met daarna de 27 zondagen na Trinitatis. Deze periode staat bekend als de grote groene tijd door het jaar en wordt ook nog onderverdeeld in de zomerkring (Trinitatis en 12 zondagen erna) en de herfstkring (van de 13e tot en met de 27e en laatste zondag na Trinitatis). Daarmee is de kring van het kerkelijk jaar gesloten.
Het kerkelijk jaar werd ook door de Lutherse kerk gehandhaafd. Zodoende komt dit sinds de fusie met de Nederlandse Hervormde Kerk en de Gereformeerde Kerken in Nederland nog terug in sommige gemeenten van de Protestantse Kerk in Nederland. Het overzicht hieronder gebruikt echter de katholieke benamingen.

## De indeling van het kerkelijk jaar

### De kerstkring
De kerstkring is de eerste periode van het kerkelijk jaar. Deze gaat van de eerste zondag van de Advent tot aan het feest van het Doopsel van Jezus.

#### De advent
De advent begint op de eerste zondag (Levavi) na 26 november. Dit is ook de zondag die het dichtst bij het feest van de Heilige Andreas (30 november) valt. Deze zondag valt in de periode van 27 november tot en met 3 december.
| Dit jaar       | Volgend jaar   |                                 | Liturgische kleur |
| -------------- | -------------- | ------------------------------- | ----------------- |
| zo 1 dec 2024  | zo 30 nov 2025 | De eerste zondag (Levavi)       | paars             |
| zo 8 dec 2024  | zo 7 dec 2025  | De tweede zondag (Populus Sion) | paars             |
| zo 15 dec 2024 | zo 14 dec 2025 | De derde (zondag Gaudete)       | roze              |
| zo 22 dec 2024 | zo 21 dec 2025 | De vierde zondag (Rorate)       | paars             |

Het volgende hoogfeest vindt plaats in de adventsperiode.
| Dit jaar      | Volgend jaar  |                                  | Liturgische kleur |
| ------------- | ------------- | -------------------------------- | ----------------- |
| zo 8 dec 2024 | ma 8 dec 2025 | Onbevlekte Ontvangenis van Maria | wit               |

Van 17 december tot 24 december wordt de jaarlijkse kerstnoveen gehouden. Er worden in die dagen geen heiligen herdacht en het dragen van gewaden in de paarse kleur is verplicht voorgeschreven.

#### De kersttijd
| Dit jaar       | Volgend jaar   | | Liturgische kleur |
| -------------- | -------------- | --- | ----------------- |
| wo 25 dec 2024 | do 25 dec 2025 | Kerstmis: Hoogfeest van de geboorte van Jezus | wit               |
| za 28 dec 2024 | zo 28 dec 2025 | Onschuldige Kinderen, martelaren | rood              |
| zo 29 dec 2024 | zo 28 dec 2025 | Heilige Familie zondag vóór de octaafdag van Kerstmis, 30 december als Kerstmis op een zondag valt | wit               |
| wo 1 jan 2025  | do 1 jan 2026  | Hoogfeest van Maria Moeder van God (octaafdag van Kerstmis) | wit               |
| zo 5 jan 2025  | zo 4 jan 2026  | Openbaring van de Heer of Driekoningen 6 januari, maar wordt in de liturgie gevierd op de zondag na 1 januari | wit               |
| zo 12 jan 2025 | zo 11 jan 2026 | Doopsel van Jezus (1e zondag na 6 januari). Als de Openbaring des Heren valt op 7 of 8 januari wordt het Doopsel van Jezus gevierd op de maandag 8 of 9 januari. De maandag na dit doopfeest staat ook bekend als Verloren maandag. | wit               |

De volgende feesten vinden plaats in de kersttijd.
| Dit jaar       | Volgend jaar   |                                         | Liturgische kleur |
| -------------- | -------------- | --------------------------------------- | ----------------- |
| do 26 dec 2024 | vr 26 dec 2025 | Heilige Stefanus, eerste martelaar      | rood              |
| vr 27 dec 2024 | za 27 dec 2025 | Heilige Johannes, apostel en evangelist | wit               |

### Kleine groenetijd door het jaar
| Dit jaar       | Volgend jaar   |                                                    | Liturgische kleur |
| -------------- | -------------- | -------------------------------------------------- | ----------------- |
| za 25 jan 2025 | zo 25 jan 2026 | Bekering van de Heilige Paulus                     | wit               |
| zo 2 feb 2025  | ma 2 feb 2026  | Opdracht van de Heer in de tempel (Maria Lichtmis) | wit               |

In die periode kan het feest van Maria Lichtmis op een zondag vallen. Dan heeft dit feest voorrang op de gewone zondagsliturgie. Het feest sluit de vele kerstfeesten af maar is al een verwijzing naar Pasen.
Het volgende feest vindt plaats in de kleine groene tijd door het jaar of in de veertigdagentijd.
| Dit jaar       | Volgend jaar   |                                        | Liturgische kleur |
| -------------- | -------------- | -------------------------------------- | ----------------- |
| za 22 feb 2025 | zo 22 feb 2026 | Cathedra van de Heilige Apostel Petrus | wit               |

### De paaskring
In de liturgische kalender die gebruikt wordt bij de gewone vorm van de Romeinse ritus begint de paaskring met Aswoensdag en eindigt met het hoogfeest van Pinksteren. In de kalender die gebruikt wordt bij de buitengewone vorm vangt deze kring aan met septuagesima (de negende zondag voor Pasen) en eindigt vóór de eerste zondag van de advent.

#### Veertigdagentijd
Deze periode start op Aswoensdag, eindigt met het Alleluia in de paasnacht en staat voor de vastentijd. 
De vroegere benaming van de 5de zondag was Passiezondag. De zesde zondag in de Veertigdagentijd heet nu Palmzondag-Passie van de Heer, en luidt tevens de Goede Week in. 
| Dit jaar       | Volgend jaar   |                                                 | Liturgische kleur |
| -------------- | -------------- | ----------------------------------------------- | ----------------- |
| wo 5 mrt 2025  | wo 18 feb 2026 | Aswoensdag: (Miseréris ómnium)                  | paars             |
| zo 9 mrt 2025  | zo 22 feb 2026 | De eerste zondag: (Invocabit me)                | paars             |
| zo 16 mrt 2025 | zo 1 mrt 2026  | De tweede zondag: (Reminiscere)                 | paars             |
| zo 23 mrt 2025 | zo 8 mrt 2026  | De derde zondag: (Oculi)                        | paars             |
| zo 30 mrt 2025 | zo 15 mrt 2026 | De vierde zondag, Halfvasten: (Laetare)         | roze              |
| zo 6 apr 2025  | zo 22 mrt 2026 | De vijfde zondag, Passiezondag: (Júdica)        | paars             |
| zo 13 apr 2025 | zo 29 mrt 2026 | De zesde zondag, Palmzondag: (Púeri Hebreaórum) | rood              |
| do 17 apr 2025 | do 2 apr 2026  | Witte Donderdag: (Nos autem)                    | wit               |
| vr 18 apr 2025 | vr 3 apr 2026  | Goede Vrijdag                                   | rood              |
| za 19 apr 2025 | za 4 apr 2026  | Stille Zaterdag: (Sabbatum Sanctum)             | wit               |

Het volgende hoogfeest vindt plaats in de veertigdagentijd.
| Dit jaar       | Volgend jaar   |                                | Liturgische kleur |
| -------------- | -------------- | ------------------------------ | ----------------- |
| wo 19 mrt 2025 | do 19 mrt 2026 | Hoogfeest van de Heilige Jozef | wit               |

Het volgende hoogfeest vindt plaats in de veertigdagentijd of in de paastijd.
| Dit jaar       | Volgend jaar   |                          | Liturgische kleur |
| -------------- | -------------- | ------------------------ | ----------------- |
| di 25 mrt 2025 | wo 25 mrt 2026 | Aankondiging van de Heer | wit               |

#### Paastijd
De Paastijd is de tijd die loopt vanaf de vooravond van Pasen (paasavond en -nacht) tot en met Pinksteren (49 dagen na Pasen).
De eerste acht dagen van Pasen vormen het paasoctaaf, waarbij elke dag hierin wordt gevierd als een Hoogfeest van de Heer, en er dus het Gloria en Credo wordt gezongen.
De zondag waarmee het octaaf eindigt, wordt Beloken Pasen of Zondag van de Goddelijke Barmhartigheid genoemd. 
| Dit jaar       | Volgend jaar   |                                                                          | Liturgische kleur |
| -------------- | -------------- | ------------------------------------------------------------------------ | ----------------- |
| zo 20 apr 2025 | zo 5 apr 2026  | Paaszondag (Resurréxi)                                                   | wit               |
| zo 27 apr 2025 | zo 12 apr 2026 | Beloken Pasen (Quasi modo geniti) Feest van de Goddelijke Barmhartigheid | wit               |
| zo 4 mei 2025  | zo 19 apr 2026 | De derde paaszondag (Misericordia Domini)                                | wit               |
| zo 11 mei 2025 | zo 26 apr 2026 | De vierde paaszondag (Jubiláte Deo)                                      | wit               |
| zo 18 mei 2025 | zo 3 mei 2026  | De vijfde paaszondag (Cantáte Dómino)                                    | wit               |
| zo 25 mei 2025 | zo 10 mei 2026 | De zesde paaszondag (Vocem jucundidátis. Rogate)                         | wit               |
| do 29 mei 2025 | do 14 mei 2026 | Hemelvaart van de Heer (Viri Galilaei)                                   | wit               |
| zo 1 jun 2025  | zo 17 mei 2026 | De zevende paaszondag (Exaudi, Dómine)                                   | wit               |
| zo 8 jun 2025  | zo 24 mei 2026 | Pinksteren (Spiritus Dómini)                                             | rood              |

Tussen Hemelvaart en Pinksteren wordt de jaarlijkse Pinksternoveen gehouden.
De volgende feesten vinden plaats in de paastijd.
| Dit jaar       | Volgend jaar   |                                        | Liturgische kleur |
| -------------- | -------------- | -------------------------------------- | ----------------- |
| vr 25 apr 2025 | za 25 apr 2026 | Heilige Marcus, evangelist             | rood              |
| di 29 apr 2025 | wo 29 apr 2026 | Heilige Catharina van Siena            | wit               |
| za 3 mei 2025  | zo 3 mei 2026  | Heilige Filippus en Jakobus, apostelen | rood              |

De volgende feesten vinden plaats in de paastijd of in de grote groene tijd door het jaar.
| Dit jaar       | Volgend jaar   |                          | Liturgische kleur |
| -------------- | -------------- | ------------------------ | ----------------- |
| wo 14 mei 2025 | do 14 mei 2026 | Heilige Mattias, apostel | rood              |
| za 31 mei 2025 | zo 31 mei 2026 | Maria-Bezoek             | wit               |

### Grote groenetijd door het jaar
| Dit jaar       | Volgend jaar   |                                                                                            | Liturgische kleur |
| -------------- | -------------- | ------------------------------------------------------------------------------------------ | ----------------- |
| do 12 jun 2025 | do 28 mei 2026 | Onze Heer Jezus Christus, Eeuwige Hogepriester (donderdag na Pinksteren)                   | wit               |
| zo 15 jun 2025 | zo 31 mei 2026 | Feest van de Heilige Drie-eenheid (zondag na Pinksteren)                                   | wit               |
| zo 22 jun 2025 | zo 7 jun 2026  | Sacramentsdag (tweede zondag na Pinksteren)                                                | wit               |
| vr 27 jun 2025 | vr 12 jun 2026 | Hoogfeest van het Heilig Hart (derde vrijdag na Pinksteren)                                | wit               |
| za 14 jun 2025 | zo 14 jun 2026 | Heilige Lidwina - in de Nederlandse kerkprovincie                                          | wit               |
| di 24 jun 2025 | wo 24 jun 2026 | Sint Jan (Geboorte van Johannes de Doper)                                                  | wit               |
| zo 29 jun 2025 | ma 29 jun 2026 | Hoogfeest van de Heilige Petrus en Paulus                                                  | rood              |
| do 3 jul 2025  | vr 3 jul 2026  | Heilige Thomas, apostel                                                                    | rood              |
| wo 9 jul 2025  | do 9 jul 2026  | Martelaren van Gorcum - in de Nederlandse kerkprovincie                                    | rood              |
| vr 11 jul 2025 | za 11 jul 2026 | Heilige Benedictus                                                                         | wit               |
| di 22 jul 2025 | wo 22 jul 2026 | Heilige Maria Magdalena                                                                    | wit               |
| wo 23 jul 2025 | do 23 jul 2026 | Heilige Birgitta van Zweden                                                                | wit               |
| vr 25 jul 2025 | za 25 jul 2026 | Heilige Jacobus, apostel                                                                   | rood              |
| wo 6 aug 2025  | do 6 aug 2026  | Gedaanteverandering van de Heer                                                            | wit               |
| za 9 aug 2025  | zo 9 aug 2026  | Heilige Teresia Benedicta van het Kruis, martelaar                                         | rood              |
| zo 10 aug 2025 | ma 10 aug 2026 | Heilige Laurentius, martelaar                                                              | rood              |
| vr 15 aug 2025 | za 15 aug 2026 | Maria-Tenhemelopneming                                                                     | wit               |
| zo 24 aug 2025 | ma 24 aug 2026 | Heilige Bartholomeüs, apostel                                                              | rood              |
| ma 8 sep 2025  | di 8 sep 2026  | Maria-Geboorte                                                                             | wit               |
| zo 14 sep 2025 | ma 14 sep 2026 | Kruisverheffing                                                                            | rood              |
| zo 21 sep 2025 | ma 21 sep 2026 | Heilige Matteüs, apostel en evangelist                                                     | rood              |
| ma 29 sep 2025 | di 29 sep 2026 | Heilige Michaël, Gabriël en Rafaël, aartsengelen                                           | wit               |
| za 18 okt 2025 | zo 18 okt 2026 | Heilige Lucas, evangelist                                                                  | rood              |
| di 28 okt 2025 | wo 28 okt 2026 | Heilige Simon en Judas, apostelen                                                          | rood              |
| do 6 nov 2025  | vr 6 nov 2026  | Alle heilige verkondigers van het geloof in onze streken - in de Nederlandse kerkprovincie | wit               |
| zo 9 nov 2025  | ma 9 nov 2026  | Sint-Jan van Lateranen, feest van de wijding van de basiliek                               | wit               |
| za 1 nov 2025  | zo 1 nov 2026  | Allerheiligen                                                                              | wit               |
| zo 2 nov 2025  | ma 2 nov 2026  | Allerzielen                                                                                | paars             |
| vr 7 nov 2025  | za 7 nov 2026  | Heilige Willibrordus                                                                       | wit               |
| zo 23 nov 2025 | zo 22 nov 2026 | Christus Koning (laatste zondag van het kerkelijk jaar)                                    | wit               |

Het volgende feest vindt plaats in de grote groene tijd of in de adventstijd.
| Dit jaar       | Volgend jaar   |                          | Liturgische kleur |
| -------------- | -------------- | ------------------------ | ----------------- |
| zo 30 nov 2025 | ma 30 nov 2026 | Heilige Andreas, apostel | rood              |

## De kleuren van het kerkelijk jaar
Tijdens het kerkelijk jaar worden verschillende liturgische kleuren gebruikt. Iedere kleur, o.a. voor het kazuifel (zie aldaar) heeft zijn eigen periode in het kerkelijk jaar en zijn eigen betekenis.

### Roze
- Roze betekent vreugde voor het komende kerstfeest en paasfeest.
- Periode: Wordt gedragen op de derde zondag van de Advent (zondag Gaudete) en de vierde zondag in de Veertigdagentijd (Laetare).

### Paars
- Paars is de kleur van boete en soberheid.
- Periode: Het wordt gedragen in de advent de tijd vóór Kerstmis en de Veertigdagentijd de tijd vóór Pasen en bij de diensten van de uitvaart en op Allerzielen. Alleen bij de uitvaart van kinderen die hun zevende levensjaar nog niet bereikt hebben ('engelenmis'), wordt een wit kazuifel gebruikt. Men draagt ook een paars kazuifel bij de Kruisdagen (de drie dagen vóór OLH Hemelvaart) en de Quatertemperdagen.

### Wit
- Wit staat voor zuiverheid en geluk.
- Periode: Wit is de kleur die men draagt op de dagen van de kersttijd (vanaf het hoogfeest van Kerstmis, 25 december, tot en met het feest van het Doopsel van de Heer, de zondag na 6 januari). Het wordt gedragen in de gehele paastijd, op Hemelvaartsdag, en op de feesten van de Heer die niet in verband staan met Zijn lijden. Verder ook op de feesten van Maria, op het hoogfeest van de geboorte van de heilige Johannes de Doper (24 juni), evenals op de feestdag van de heiligen die geen martelaar zijn, zoals op 27 december, de feestdag van de heilige Johannes, apostel en evangelist en op Trinitatis (de zondag na Pinksteren). Het wordt ook gedragen bij de uitvaart van kleine kinderen.

### Groen
- Symbool voor verwachting en hoop.
- Periode: Het wordt gedragen in de kleine en de grote groene tijd door het jaar, op de zondagen en weekdagen buiten de kerst- en paastijd, advent en veertigdagentijd waar geen verplichte gedachtenis van een heilige of feest wordt gevierd.

### Rood
- Symbool van de liefde en van de Heilige Geest.
- Periode: Pinksteren, in vieringen van de apostelen en evangelisten en martelaren.
- Bij de viering van het Vormsel.
- Op het feest van Kruisverheffing (14 september).
- Op Palmzondag en Goede Vrijdag en in de votiefmis van het lijden van Christus.
- Bij de begrafenis van de paus of van kardinalen wordt ook rood gedragen.

## Rang van de dagen in het liturgisch jaar

### Eerste rang
1. Dagen van het Paastriduüm, het lijden, sterven en verrijzen van de Heer. Het Paastriduüm begint op de avond van Witte Donderdag en gaat door tot en met de avond van Paaszondag.
2. Hoogfeesten De geboorte van de Heer, Epifanie van de Heer, Hemelvaart van de Heer en Pinksteren
Zondagen van de advent, Veertigdagentijd en de paastijd en de tweede zondag van Kerstmis
Aswoensdag
Weekdagen van de goede week van maandag tot en met donderdag tot de avond.
Dagen in het octaaf van Pasen.
3. Hoogfeesten van de Heer, de Heilige maagd Maria en alle Heiligen die in de generale kalender staan.
Allerzielen.
4. Alle hoogfeesten uit een land waarmee een heilige wordt herdacht van een bisdom, parochie of instantie of de wijding van een kerk.

### Tweede rang
1. Andere zondagen in de kersttijd[2] en alle zondagen in de Veertigdagentijd.
2. Feesten van de Heilige maagd Maria en anderen Heiligen in de generale kalender.
3. Feesten uit een land waarmee een Heilige wordt herdacht van een bisdom, parochie of instantie of de wijding van een kerk.
4. Weekdagen van de advent van 17 december tot en met 24 december en de weekdagen in het octaaf van Kerstmis.[2] Weekdagen in de Veertigdagentijd.
5. De gewone zondagen in de Tijd door het jaar.

### Derde rang
1. Verplichte gedachtenissen uit een land waarmee een Heilige wordt herdacht van een bisdom, parochie of instantie of de wijding van een kerk.
2. Vrije gedachtenissen. In de Veertigdagentijd worden de verplichte gedachtenissen vrije gedachtenissen.
3. Weekdagen in de advent tot en met 16 december.
4. Weekdagen in de Kersttijd van 2 januari tot en met de zaterdag na 6 januari.
5. Weekdagen in de paastijd: van de maandag na het Paasoctaaf tot en met de zaterdag voor Pinksteren.
6. Weekdagen in de Tijd door het jaar.

## Speciale zondagen in protestantse kring
In de loop van de tijd zijn er in protestantse kringen óók speciale zon- en feestdagen opgekomen. Denk bijvoorbeeld aan:
- Biddag voor gewas en arbeid (tweede woensdag van maart)
- Dankdag voor gewas en arbeid (eerste woensdag van november)
- Eeuwigheidszondag (laatste zondag van het kerkelijkjaar)
- Hervormingsdag (31 oktober)
- Israëlzondag (eerste zondag in oktober)
- Kerkproeverij
- Michazondag (de zondag die het dichtst bij 17 oktober ligt, de Internationale dag voor de uitroeiing van armoede, Wereldarmoedezondag)
- Startzondag (begin kerkelijk seizoen eind augustus of begin september)